# Kitazawa Tsuyoshi
Kitazawa Tsuyoshi (sinh ngày 10 tháng 8 năm 1968) là một cầu thủ bóng đá người Nhật Bản.

## Đội tuyển bóng đá quốc gia Nhật Bản
Kitazawa Tsuyoshi thi đấu cho đội tuyển bóng đá quốc gia Nhật Bản từ năm 1991 đến 1999.

## Thống kê sự nghiệp
| Đội tuyển bóng đá Nhật Bản | Đội tuyển bóng đá Nhật Bản | Đội tuyển bóng đá Nhật Bản |
| Năm                        | Trận                       | Bàn                        |
| -------------------------- | -------------------------- | -------------------------- |
| 1991                       | 2                          | 0                          |
| 1992                       | 11                         | 1                          |
| 1993                       | 4                          | 0                          |
| 1994                       | 7                          | 1                          |
| 1995                       | 14                         | 1                          |
| 1996                       | 5                          | 0                          |
| 1997                       | 11                         | 0                          |
| 1998                       | 3                          | 0                          |
| 1999                       | 1                          | 0                          |
| Tổng cộng                  | 58                         | 3                          |